# Alexandre Mayer
Alexandre Mayer (* 29. April 1998) ist ein mauritischer Radrennfahrer.

## Sportlicher Werdegang
Mayer spielte in seiner Jugend zunächst Tennis, bevor er zum Radsport kam. Schon sein Onkel Colin war auf Mauritius ein bekannter Radsportler gewesen. Als Junior war Alexandre Mayer 2015 und 2016 bei Afrikameisterschaften auf Straße und Mountainbike vertreten; danach erzielte er einige Erfolge auf seiner Insel und fuhr mit der Nationalmannschaft bei afrikanischen Rennen wie der Tour du Rwanda oder Tropicale Amissa Bongo.
2019 verbrachte er einen Teil der Saison mit einem Clubteam in der Bretagne und fuhr Rennen im französischen Kalender. Eine für 2020 geplante Wiederholung scheiterte am Ausbruch der Corona-Pandemie. Er nahm stattdessen vor Ort in Mauritius ein BWL-Studium wieder auf, das er zuvor zugunsten des Sports auf Eis gelegt hatte.
Mayer ging verstärkt aus dieser Unterbrechung hervor und gewann mehrere Landesmeistertitel im Mountainbikesport, dazu 2020 die Mauritius-Rundfahrt und von 2020 bis 2022 dreimal in Folge die mauritische Meisterschaft im Straßenrennen. Er war Mitglied der mauritischen Mannschaft, die bei den Afrika-Meisterschaften 2022 und 2023 die Mixed-Staffel gewann. 2023 vertrat er sein Land in Glasgow auch erstmals bei den Straßenradsport- und den Mountainbike-Marathon-Weltmeisterschaften.
2024 ging Mayer zum Clubteam USKIS Saint Piran, dem Entwicklungsteam von Saint Piran, einem britischen Kontinentalteam. Selbst gehörte Mayer bislang keinem UCI-registrierten Team an. Im März 2024 erzielte er seinen bislang größten Erfolg durch den Sieg im Straßenrennen bei den Afrikaspielen. Auch bei diesen triumphierte die Mannschaft seiner kleinen Insel in der Mixed-Staffel.

## Erfolge
2019
 Jeux des Îles de l’Océan Indien – Straßenrennen, Mannschaftszeitfahren
2020
 Mauritischer Meister – Straßenrennen
2021
 Mauritischer Meister – Straßenrennen, Cross-Country XCO
2022
 Mauritischer Meister – Straßenrennen, Cross-Country XCO, Cross-Country XCM
 Afrikameister – Mixed-Staffel
2023
 Afrikameister – Mixed-Staffel
 Mauritischer Meister –  Cross-Country XCM
 Jeux des Îles de l’Océan Indien – Straßenrennen, Einzelzeitfahren
2024
 Afrikaspiele – Straßenrennen, Mixed-Staffel
 Afrikaspiele – Mannschaftszeitfahren
2025
 Mauritischer Meister – Einzelzeitfahren